# Diurese
Der medizinische Ausdruck Diurese (altgriechisch διά diá, deutsch ‚durch‘ und altgriechisch οὐρέω uréō, deutsch ‚harnen‘) bezeichnet die Harnausscheidung durch die Nieren. Diese beträgt beim Menschen etwa einen bis eineinhalb Liter pro Tag.
Die Diurese wird im Rahmen medizinischer Maßnahmen beeinflusst:
- Die Diurese kann durch die Gabe harntreibender Mittel, sogenannter Diuretika, gesteigert werden. Dieses Vorgehen ist bei verschiedenen Nieren- und Herz-Kreislauferkrankungen sinnvoll, um die Kreislaufbelastung durch ein relativ zu hohes Blutvolumen zu reduzieren, z. B. bei Herzinsuffizienz.
- Im Rahmen intensivmedizinischer Entgiftungsmaßnahmen wird die forcierte Diurese durchgeführt, die das Ziel verfolgt, giftige und wasserlösliche Substanzen durch starke Harnproduktion aus dem Organismus zu entfernen.
- Das Hormon Adiuretin (ADH), das im Hypothalamus produziert und im Hypophysenhinterlappen gespeichert wird, ist verantwortlich für die Rückresorption von Wasser im Mittelstück der Nierenkanälchen in den Nieren und damit diuresehemmend.

Auch auf den Körper wirkende physikalische Größen können die Diurese beeinflussen, so steigert sich die Aktivität bei Kälte- oder Druckbelastung (zum Beispiel im Wasser) oder bei niedrigem Luftdruck (zum Beispiel über ca. 3000 m Höhe). Die Kältediurese wird durch eine verminderte Produktion von ADH ausgelöst.
Es wird zudem unterschieden zwischen einer Wasserdiurese (Aquarese) und einer osmotischen Diurese (Filtrationsdiurese).
Die Deutsche Gesellschaft für Ernährung (DGE) hat veröffentlicht, dass Kaffee zwar kurzfristig harntreibende Wirkung hat, aber nicht dauerhaft entwässert, da der Körper entsprechend gegensteuert. Auch schwarzer Tee hat keine entwässernde Wirkung. Dieser Gewöhnungseffekt tritt auch bei einigen Diuretika auf, wenn sie als Dauertherapie gegeben werden.
Das Gegenteil der Diurese ist die Antidiurese durch vermehrte tubuläre Rückresorption des Primärharns als Ergebnis der Wirkung des antidiuretischen Hormons (ADH).
In der neueren Fachliteratur wird ein Syndrom der inadäquaten Antidiurese (SIAD) beschrieben.